# Бродівські каземати

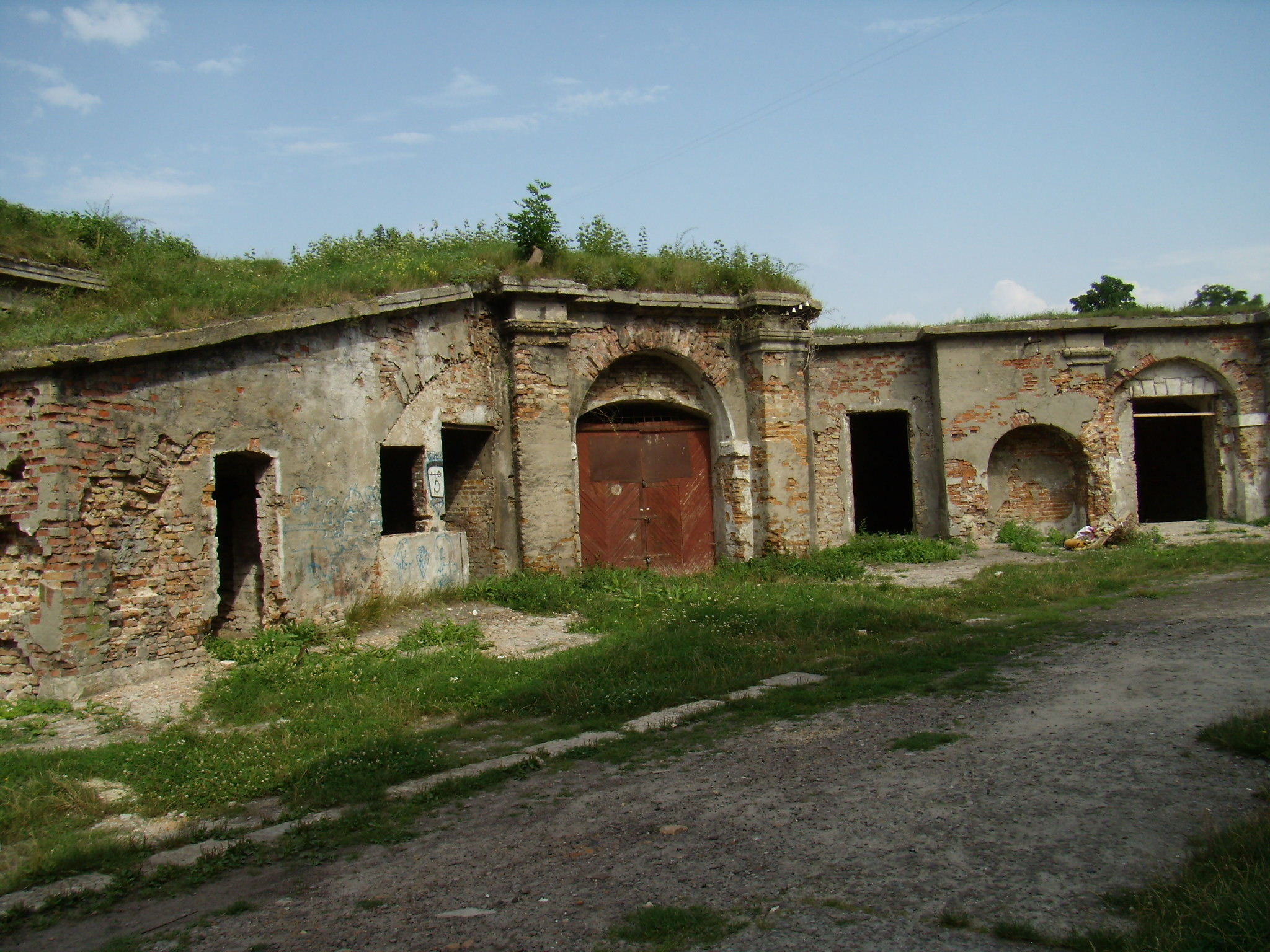
Вали і бастіони з казематами Бродівського замку

Бродівські каземати (фр. casemate, італ. casamatta — невидиме укріплення) — унікальна архітектурна пам'ятка, що входить до комплексу Бродівського замку. 

## Історія
Каземати бродівської фортеці збудовані у 1630—1635 роках за проектом італійського архітектора Андреа дель Аква та військового інженерома Гійома Левассер де Боплана. Було 75 казематів усередені земляних валів (куртин). Бродівський замок сформовано казематованими валами з кам'яними ескарпами та п'ятьма наріжними бастіонами з шестигранними в плані казематами. Наявність залишків опалювальних печей в казематах дозволяє зробити припущення, що свого часу вони використовувались як казарми. Під північно-східним бастіоном каземати використовували як стайні.
Свою оборонну функцію каземати і загалом твердиня втратили 1812 року. Австрійська влада після подій 1809 року у зв'язку з проханням російського уряду через його страх використання замку французами (Наполеоном) та їх союзниками поляками, наказала дідичу Бродів — графу Вінцентію Потоцькому — зруйнувати замок. 1812 року було знищено вали. Надбрамну замкову вежу підірвали вибухом, також розібрали равелін, замкову браму, а румовищами з вежі і бастіонів засипали фортечний рів.
Після знищення надбрамної замкової вежі бродівського замку, у казематах фортеці влаштували склади товарів та численні магазини, оскільки, у той час Броди користувалися правом вільного торгового міста. 

### Сучасний стан
У міжвоєнний період в замку перебувала польська військова частина, через що фортеця була бомбардована німецькою авіацією у вересні 1939 року — на початку другої світової війни. Тоді повністю було зруйновано весь південно-східний бастіон та частина південної куртини замку. Після «золотого вересня» 1939 року Західна Україна зайнята радянськими військами. У бродівській фортеці було розквартировано артилеристів. У 1939—1940 роках радянською владою в замку був влаштований концентраційний табір для польських військовополонених. У повоєнний період в замку розташовувався військовий завод з ремонту автонавантажувачів (в/ч 65557). Розташування виробничих потужностей у середньовічних казематах призвело до значних пошкоджень, перебудов, добудов та руйнувань пам'ятки. Відносно неушкодженими залишився лише палац, у приміщеннях якого містилися штаб, бухгалтерія та склади військової частини. У 1993 році військову частину ліквідовано. До наших часів збереглось чотири куртини з казематами: каземати трьох наріжних бастіонів і палац середини XVIII століття. Один із 75 казематів Бродівської твердині переданий під опіку краєзнавчого музею.
2008 року працівники інституту «Укрзахідпроектреставрація» виконували проект консервації східної куртини казематів Бродівського замку. Авторами проекту виступили Л. Кулинська та О.  Данилко, науковий керівник Р. Могитич.
Тепер потрапити до руїн валів та казематів можна через міський продуктовий ринок, що розташований на так званій, площі «Підзамче», що між сучасними вулицями Замковою та Шкільною.

### Світлини

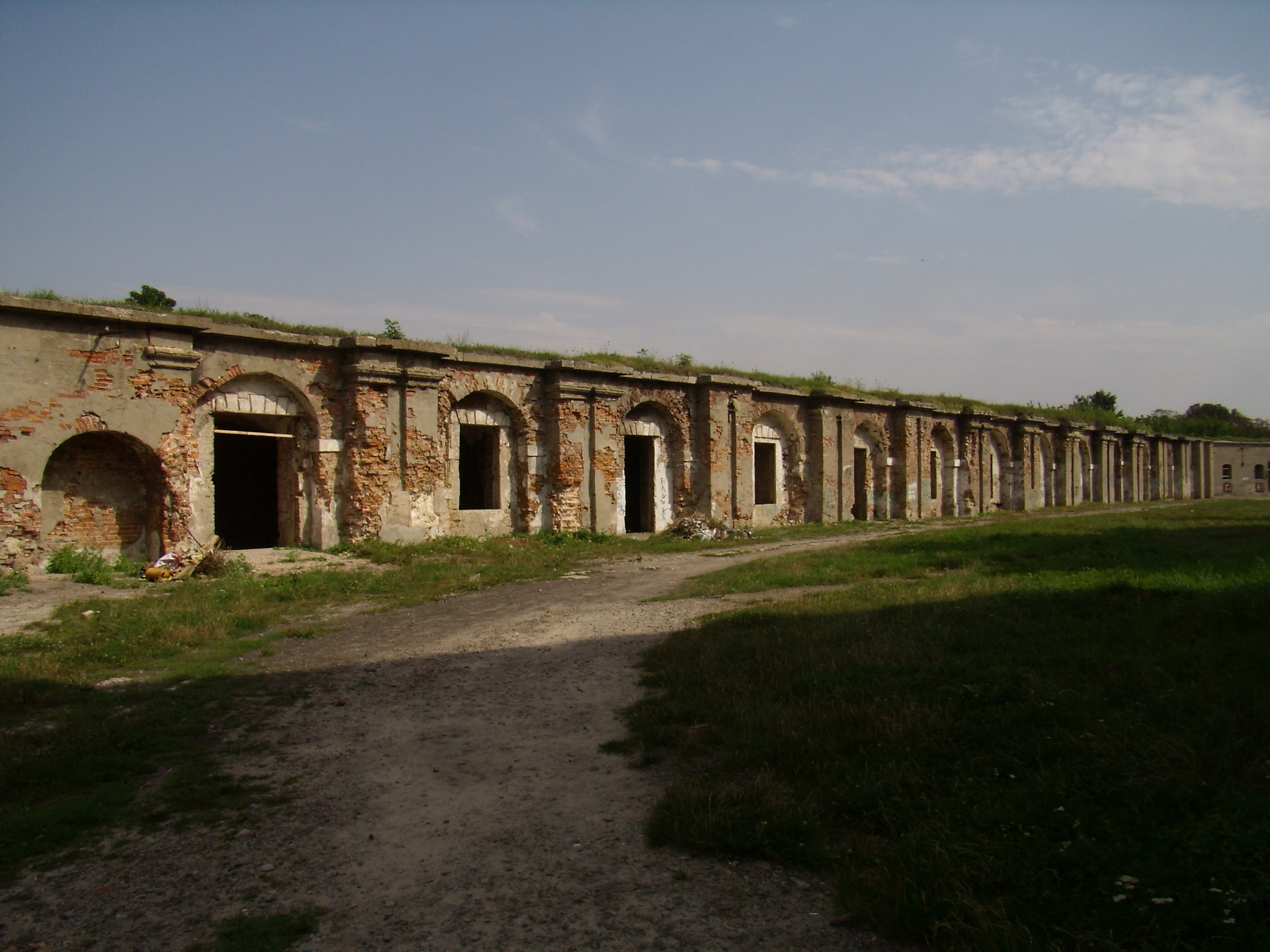
Вали і бастіони з казематами Бродівського замку
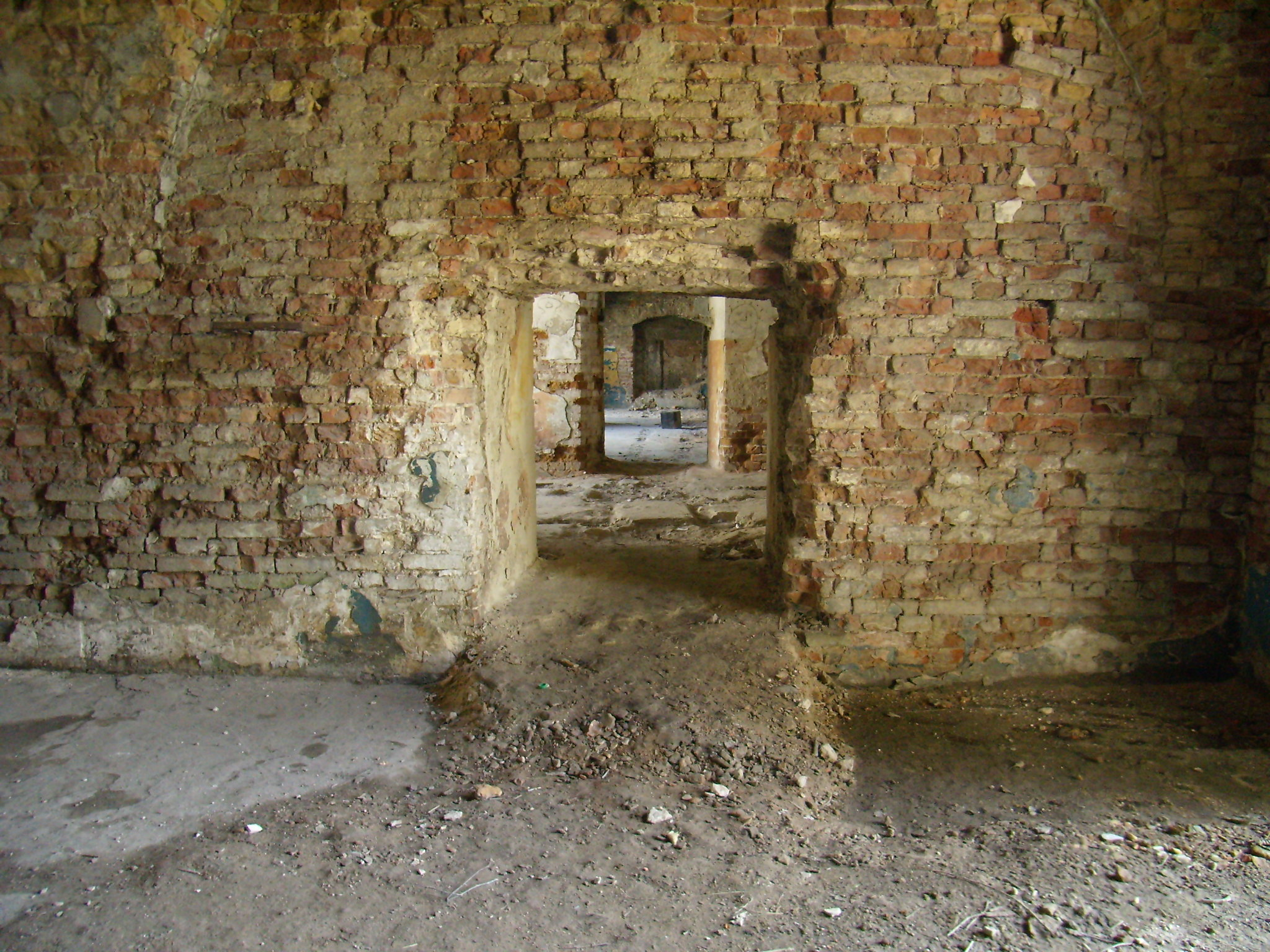
Вали і бастіони з казематами Бродівського замку
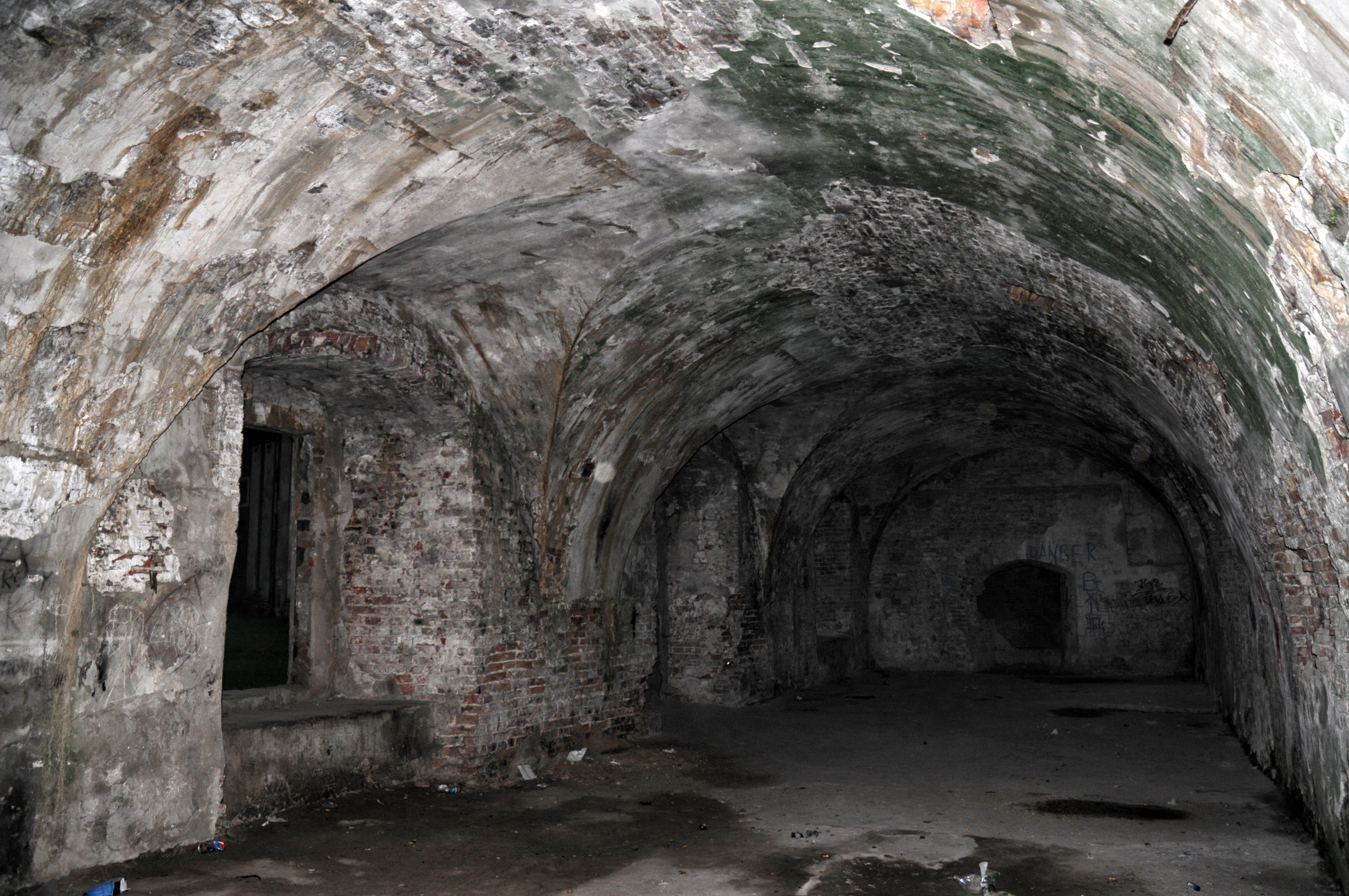
Бродівські каземати
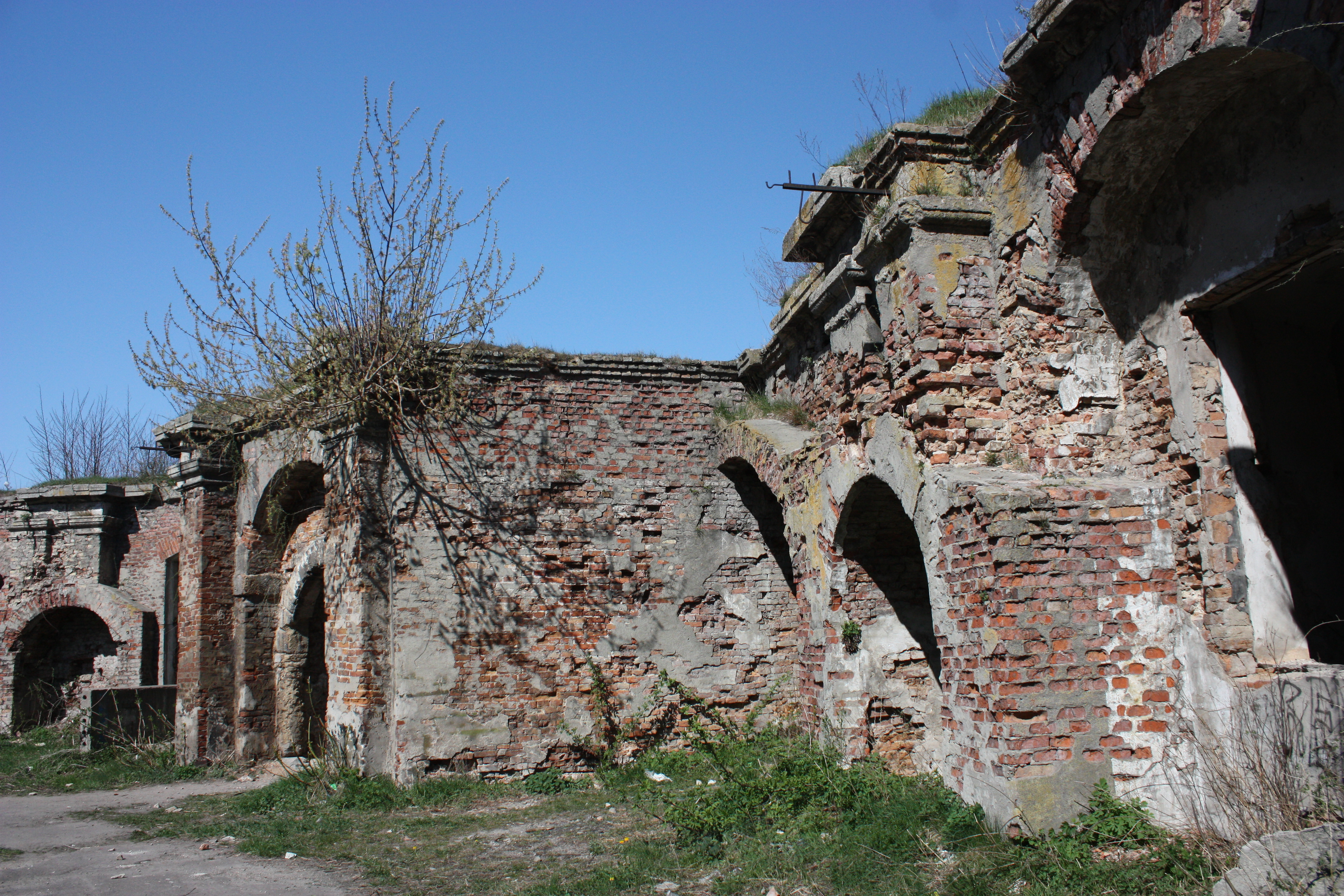
Вали і бастіони з казематами (мур.) Броди
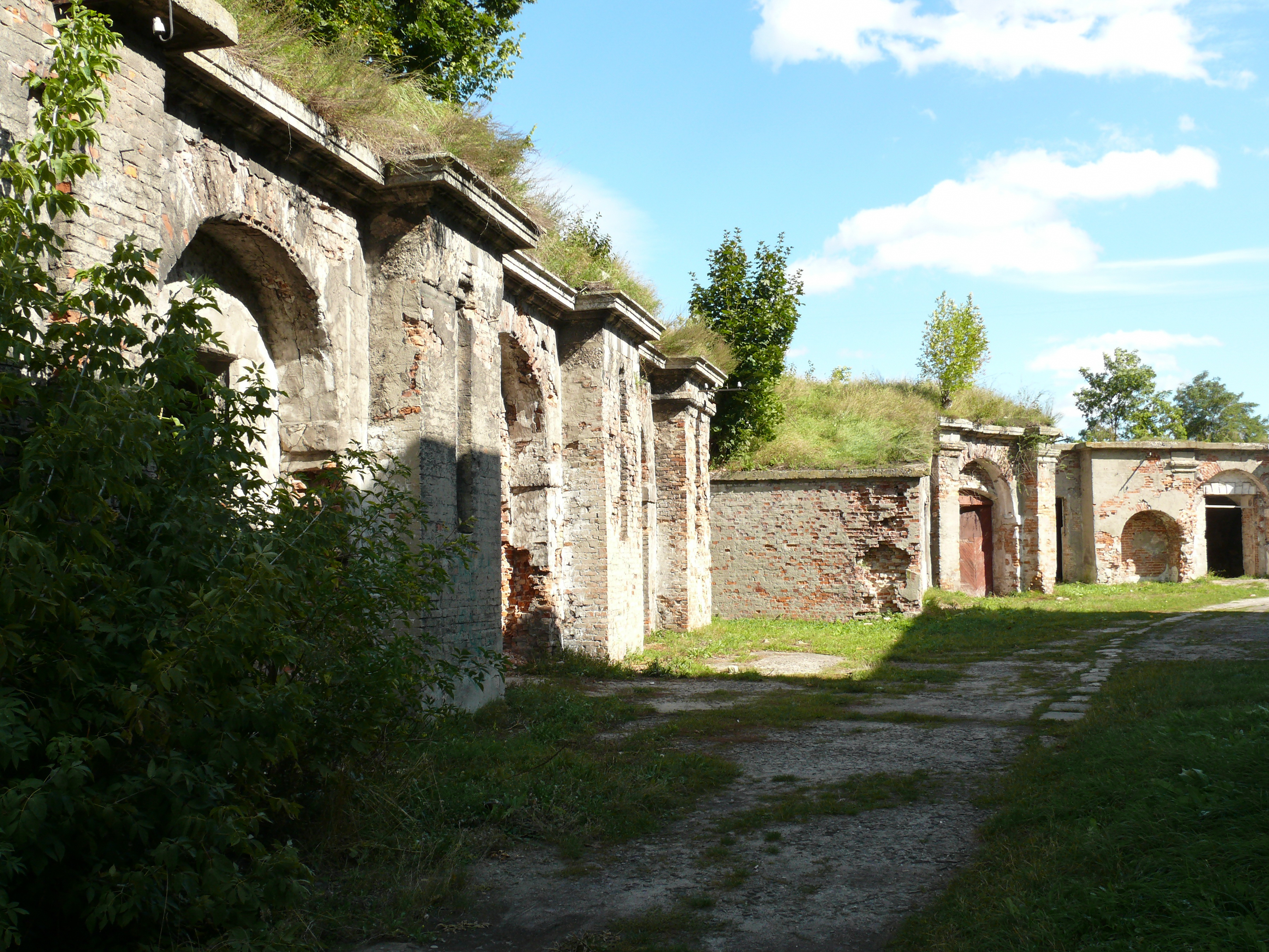
Вали і бастіони з казематами пн. сторона
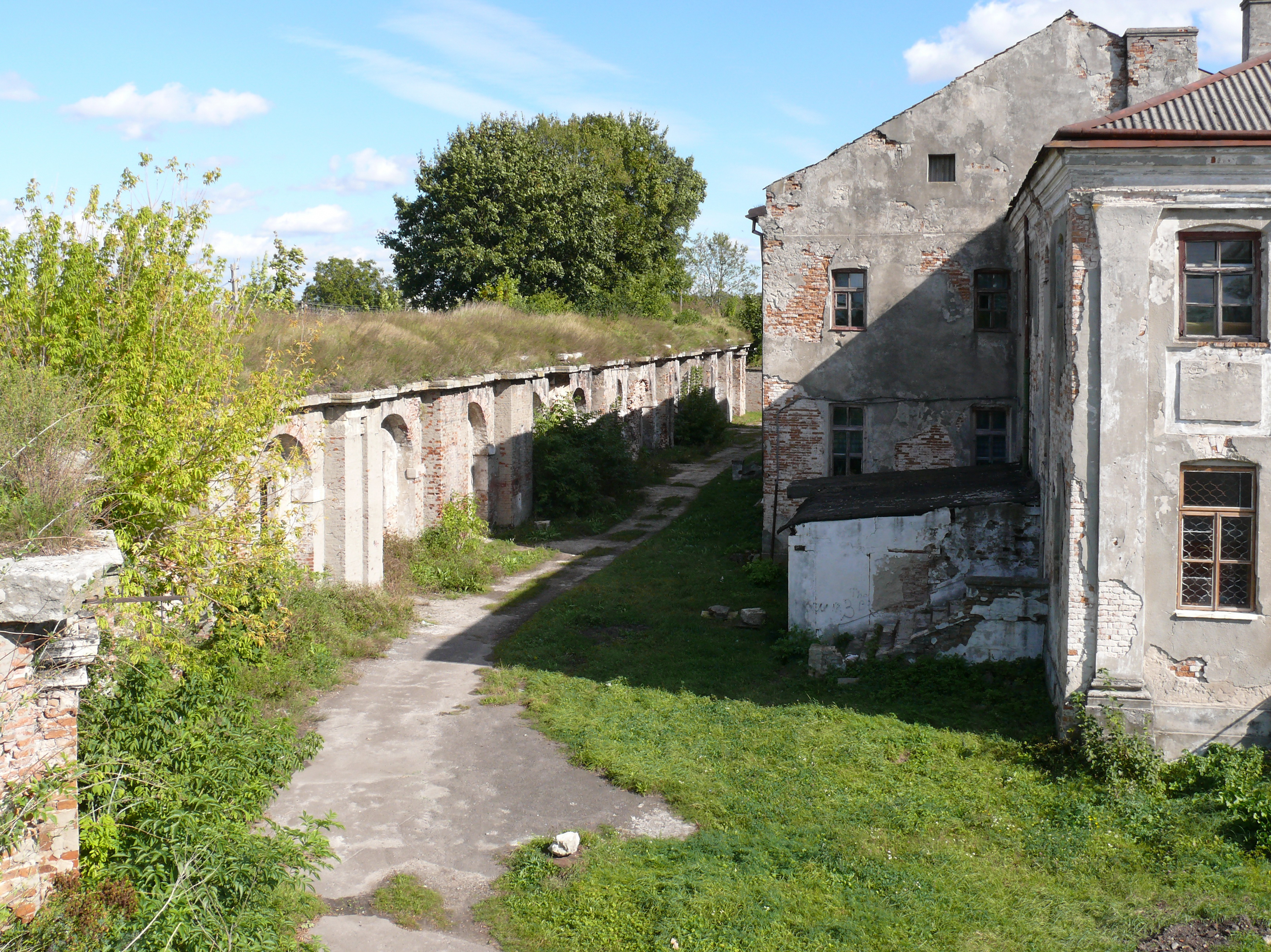
Вали і бастіони з казематами зах. сторона
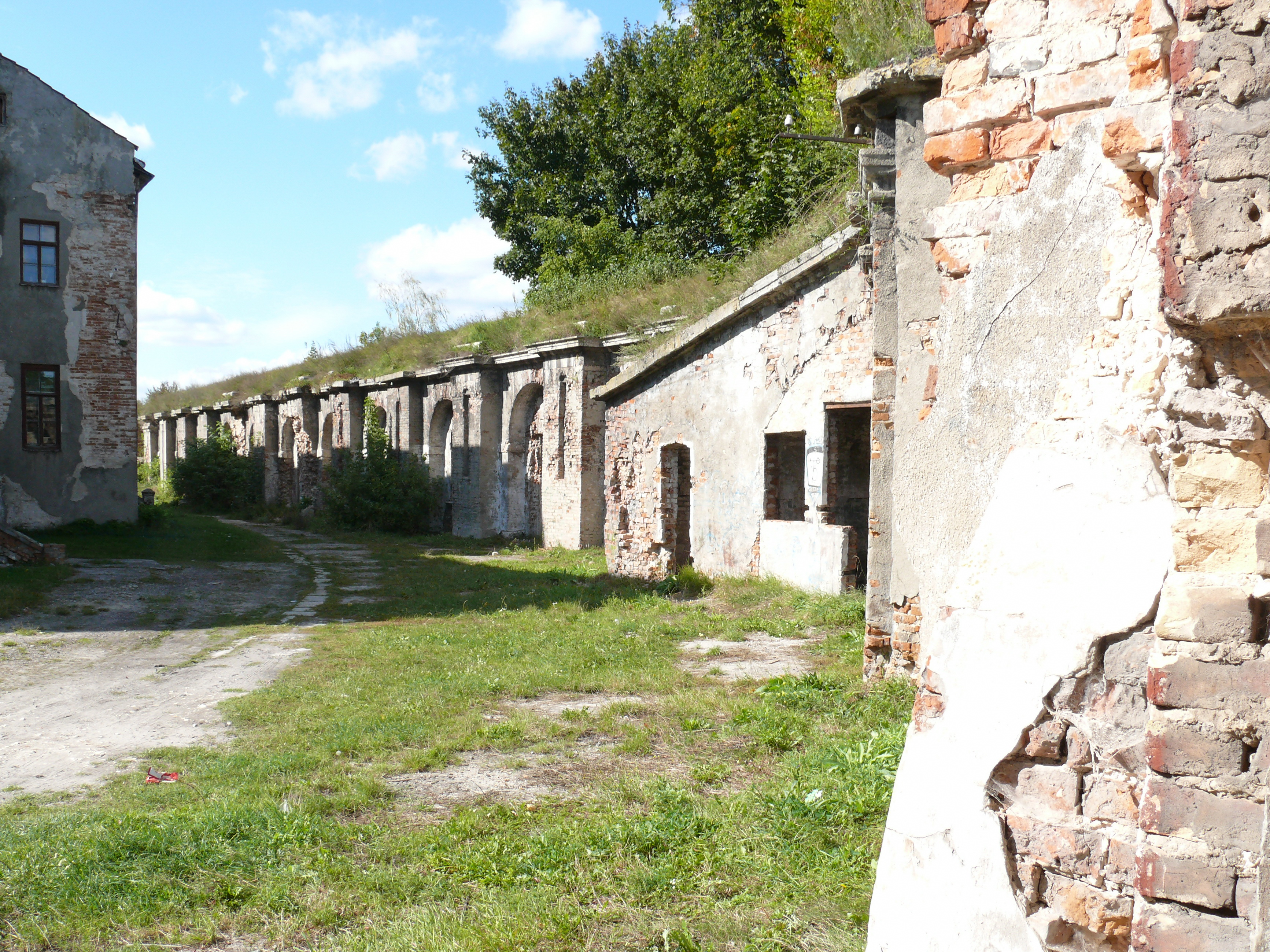
Вали і бастіони з казематами сх. сторона
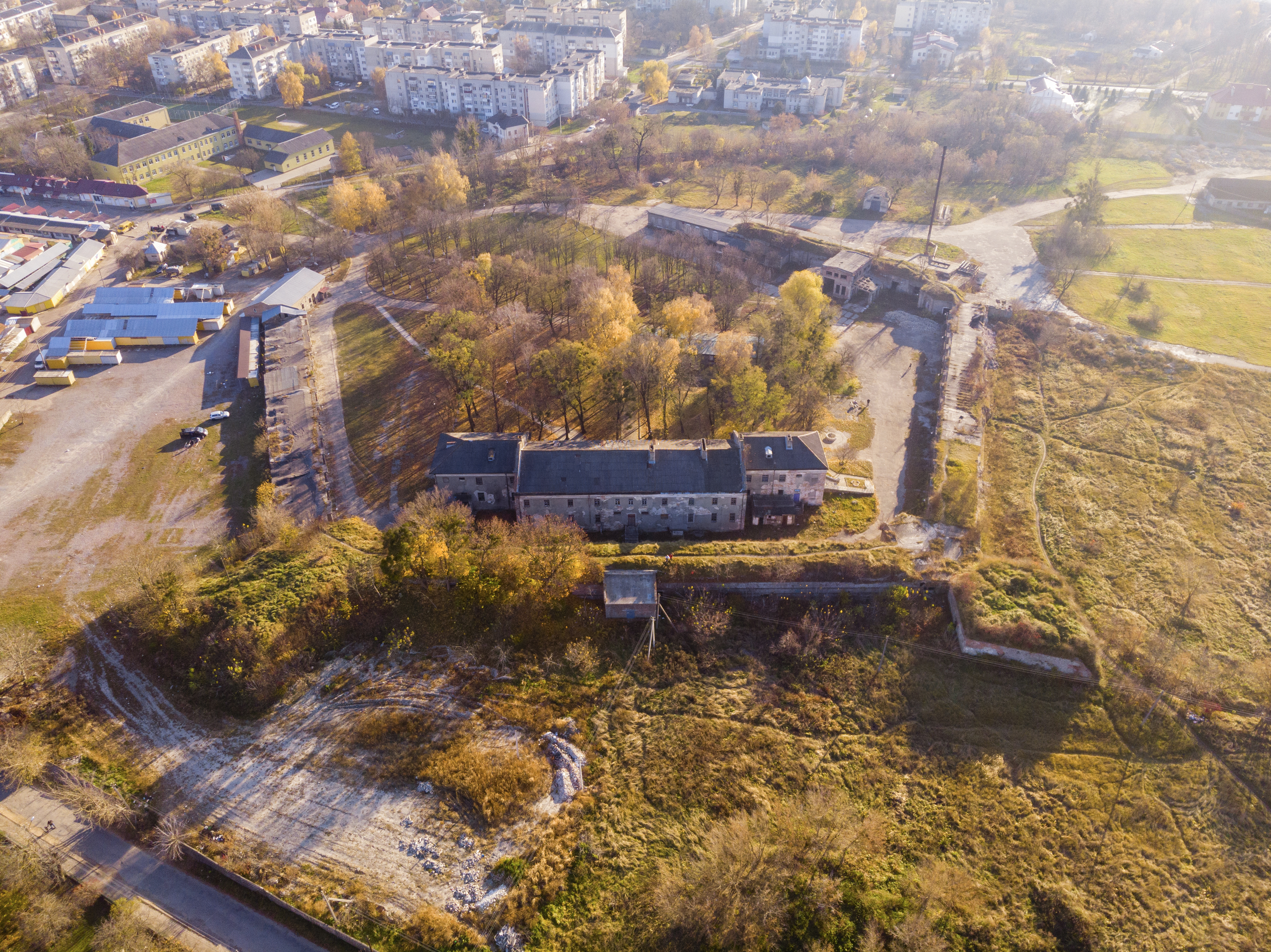
Вид з повітря